# Solca
Solca (în germană Solka, poloneză Solka, maghiară Szolka) este un oraș în județul Suceava, Bucovina, România. La recensământul din anul 2011, localitatea avea o populație de 2.188 de locuitori, fiind cel mai mic centru urban din județul Suceava. Solca se situează pe antepenultimul loc între orașele României, în ceea ce privește populația.
Primăria veche Solca Pe lângă funcția administrativă, clădirea a găzduit și alte instituții, cum ar fi Banca Raiffeisen.  În apropiere se află și alte edificii istorice, precum școala populară mixtă, construită în 1820, și biserica romano-catolică, edificată în 1860 și restaurată în 1885.  În prezent, primăria veche din Solca rămâne un simbol al patrimoniului local, reprezentând o mărturie a istoriei și culturii orașului.Clădirea primăriei este construită în etaje, din materiale tradiționale precum cărămidă și piatră, reflectând stilul arhitectural specific Bucovinei din secolele XIX–XX.  Acoperișul este realizat din draniță sau tablă, iar fațadele sunt bine întreținute, păstrând farmecul epocii.Pe lângă funcția administrativă, clădirea a găzduit și alte instituții, cum ar fi Banca Raiffeisen.  În apropiere se află și alte edificii istorice, precum școala populară mixtă, construită în 1820, și biserica romano-catolică, edificată în 1860 și restaurată în 1885.  În prezent, primăria veche din Solca rămâne un simbol al patrimoniului local, reprezentând o mărturie a istoriei și culturii orașului.

## Localizare
Orașul Solca este așezat în partea central-estică a județului Suceava, la poalele estice ale Obcinei Mari, în depresiunea submontană Solca-Cacica. Localitatea se situează la intersecția paralelei de 47° 42' latitudine nordică cu meridianul 25° 50' longitudine estică, la contactul dintre Podișul Sucevei și Carpații Orientali, la o altitudine medie de 522 de metri și este străbătută de râul Solca, afluent de dreapta al Sucevei.
Orașul se învecinează cu următoarele comune: Marginea la nord-vest, Arbore la nord și nord-est, Poieni-Solca la sud și sud-est, Cacica la sud și Mănăstirea Humorului la vest. Solca se află la o distanță de 23 km de municipiul Rădăuți, 32 km de orașul Gura Humorului, 48 km de reședința județului Suceava și 464 km de București.
Localitatea nu este racordată la sistemul național de cale ferată, situație care a creat dificultăți evoluției economice. Stația de cale ferată cea mai apropiată se află la o distanță de 11 km, gara Cacica, pe linia Suceava – Vatra Dornei. Orașul este traversat de șoseaua națională DN 2E (DJ 209) Păltinoasa – Cacica – Solca – Marginea, șosea ce leagă Gura Humorului de Rădăuți și Vicovu de Sus. Înainte de ieșirea din Solca către Marginea, din DN 2E se desprinde șoseaua națională DN 2K (DJ 209F) Solca – Arbore – Milișăuți.

## Cadru natural
Orașul este situat într-un cadru natural pitoresc, specific zonei submontane, la limita dintre pădurile de foioase și cele de conifere. Teritoriul urban al Solcii aparține extremității vestice a Podișului Sucevei și are un aspect depresionar. În partea de vest a localității se ridică brusc Dealul lui Vodă. Tot spre vest, după mai multe culmi împădurite, se află o grupare de stânci imense, intrate în tradiția locului sub numele de Pietrele Muierilor. Spre sud se înalță piscul numit Pinul Mare, din care se desprinde o culme care, după ce coboară până aproape de nivelul depresiunii, se înalță din nou la marginea de est a localității într-un deal numit Dealul Lupului (507,5 m). Această formă de relief, care leagă ca o șa Pinul Mare de Dealul Lupului, desparte teritoriul orașului Solca de Poieni-Solca. Dealul Lupului își pierde treptat înălțimea spre centrul satului Poieni-Solca și zona depresionară a Solcii și brusc spre localitatea Arbore.
Apele stătătoare sunt reprezentate de câteva acumulări de apă: trei în partea de nord a orașului, la ieșirea spre Marginea, cunoscute sub numele de “Trei iazuri” și una pe pârâul Solcuța. Lacul de acumulare format în spatele barajului construit pe Solcuța în 1978, constituie principala sursă de apă a orașului, dar și o potențială sursă energetică. Râul Solca își adună apele din pârâul Izvor și pârâul Solcuța, străbătând în calea sa, de la vest la est, orașul Solca, comuna Arbore și satul Gura Solcii.
Cadrul natural în care se găsește Solca dispune de resurse valoroase de păduri, pășuni, fânețe, sol, ape de suprafață cu potențial piscicol și hidroenergetic, izvoare cu ape dulci, minerale și slatini, roci de construcție, fond cinegetic. Unele din aceste resurse precum sarea din slatini, lemnul, rocile de construcție au fost exploatate și valorificate încă din cele mai vechi timpuri. De o importanță deosebită pentru oamenii acestor locuri încă din timpuri străvechi au fost izvoarele, atât cele obișnuite cu apă limpede și rece, cât și cele clorurate-sodice și mineralizate. Cele mai căutate izvoare cloruro-sodice se găsesc în locul numit Slatina Mare (650 m), iar pe versantul stâng al pârâului Solcuța, sub Muntele Cerbul, există un izvor de apă minerală numit Burcut.

## Prezentare generală
Solca este o fostă stațiune balneoclimaterică ce beneficiază de un climat de adăpost, foarte potrivit pentru convalescenți și anemici, ca și pentru cei ce suferă de bronșită și de catar pulmonar. Proprietățile terapeutice deosebite sunt determinate de densitatea mare a stratului de ozon atmosferic. Sub acest aspect, Solca deține primul loc în România și poziția secundă în Europa. De asemenea, orașul este cunoscut pentru izvoarele sale cu ape minerale cloruro-sodice.
În trecut, orașul era renumit și pentru calitatea berii ce se producea aici, fabrica de bere deschisă în anul 1810 fiind considerată una dintre cele mai vechi din România.
În Solca se află o biserică ortodoxă ctitorită între anii 1612-1622 de către domnitorul Moldovei Ștefan Tomșa al II-lea (1611-1615, 1621-1623) și care a funcționat până în 1785 ca mănăstire de călugări. Biserica este asemănătoare cu cea a Mănăstirii Dragomirna, fiind foarte înaltă, cu ziduri groase de 2 metri și cu ferestre mici amplasate foarte sus. Acest monument istoric este cunoscut sub numele de Biserica “Sfinții Apostoli Petru și Pavel” sau Mănăstirea Solca.
Un alt lăcaș de cult reprezentativ pentru oraș este Biserica romano-catolică din Solca sau Biserica “Sfinții Arhangheli Mihail, Gabriel și Rafael”, ctitorie din anul 1868 a comunității germane din localitate. Prezența etnicilor nemți și a celor evrei și-a pus puternic amprenta asupra târgului bucovinean, în ceea ce privește cultura, economia, turismul și aspectul localității.
În apropiere de Solca, la circa 7 km, se găsește Biserica Arbore din comuna cu același nume, monument istoric ce datează din 1502.

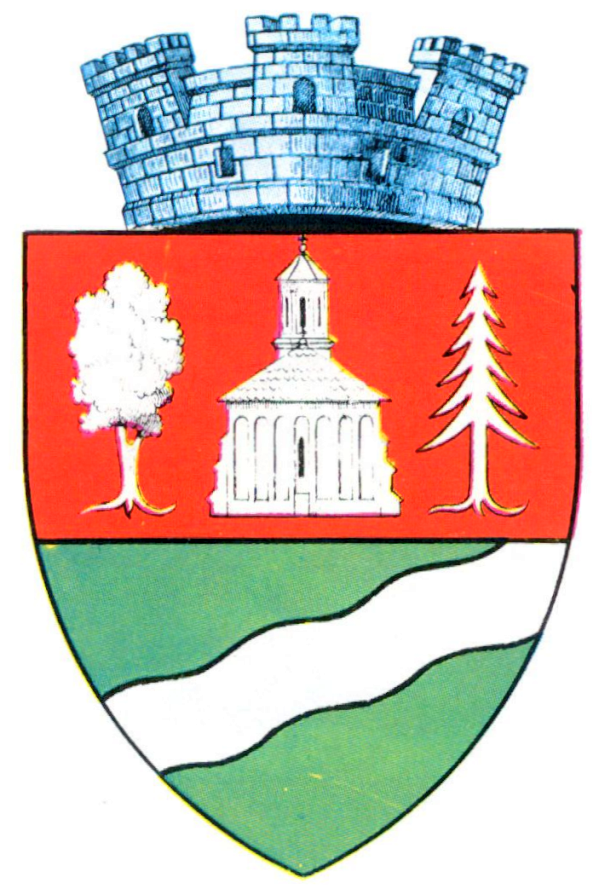
Stema orașului în perioada interbelică

Între principalele obiectivele turistice ale orașului se numără și Casa-muzeu Solca sau Casa “Saveta Cotrubaș”, un muzeu etnografic înființat în anul 1971 și găzduit într-o locuință tradițională bucovineană ce datează din secolul al XVII-lea. Muzeul este poziționat în partea estică a localității, la ieșirea către Marginea. Tot la ieșirea către Marginea, însă în afara orașului, se găsește fostul popas turistic “Trei iazuri”, care oferea un camping cu 36 de locuri de cazare.
În partea de vest, după terminarea orașului, pe traseul montan Solca – Sucevița, în zona de unde izvorăște pârâul Solcuța, se găsește monumentul natural Pietrele Muierilor constituit din 5–6 stânci principale și câteva grupuri secundare ce se ridică spectaculos în monotonia nesfârșită a culmilor Obcinelor Mari. Legenda spune că aici era locul de refugiu al femeilor și copiilor din zona Solca, atunci când aveau loc invazii ale tătarilor.
Localitatea are două parcuri, ambele dendrologice: parcul balnear al stațiunii balneoclimaterice (sau “Grădina de vară”), situat în sudul orașului, la intrarea dinspre Cacica; și parcul central, unde se găsesc monumentele Eroilor și “Halba de bere”. În imediata vecinătate a parcului central se află o berărie și un complex comercial cu restaurant. Există și un motel-restaurant, Hanul Solca, situat în apropiere de mănăstire și de fabrica de bere.
În oraș mai funcționează Casa de Cultură “Victor Vasilescu” cu o capacitate de 200 de locuri (unde în trecut a existat și un cinematograf), Grupul Școlar “Tomșa Vodă” (fostul Liceu Teoretic Solca), biblioteca orășenească “Ilie E. Torouțiu” cu peste 25.000 de volume, Ocolul Silvic Solca, dispensarul medical urban și dispensarul veterinar, o unitate de pompieri (ISU Solca), poliția orășenească, oficiul poștal, stadionul “23 August”, o grădiniță, o fabrică de pâine, mici unități economice și comerciale.
Orașul este dispus în funcție de cele două căi rutiere principale care îl străbat: strada Republicii, de la intrarea dinspre Cacica în sudul orașului până în centru; strada Tomșa Vodă (fostă 7 Noiembrie), paralelă cu râul Solca, de la Mănăstirea Solca până la ieșirea către Marginea din estul localității. Aproape toate obiectivele și instituțiile orașului sunt situate pe aceste două străzi. În anii '70–'80 au fost construite în jur de 10 blocuri de locuințe, majoritatea dispuse pe strada Tomșa Vodă. Aspectul localității este unul de trecere de la sat la oraș, elementele urbane îmbinându-se cu cele rurale.
În urma închiderii stațiunii balneoclimaterice și a perioadei de declin de după Revoluția din 1989, activitatea majorității locuitorilor se rezumă la agricultură, sectoarele secundar și terțiar fiind în prezent slab dezvoltate pentru o localitate cu statutul de oraș.

## Istoric și obiective
Prima atestare documentară a satului Solca datează dintr-un document emis la Baia în 15 ianuarie 1418, în timpul domniei lui Alexandru cel Bun (1400-1432). La 7 martie 1502, Luca Arbore, portarul Sucevei, cumpără acest sat de la nepoții lui Cârstea Horaeț și ai lui Șandru Gherman. Ulterior, mitropolitul Gheorghe Movilă dăruiește această așezare Mănăstirii Sucevița.

### Mănăstirea Solca
La începutul secolului al XVII-lea, localitatea este cumpărată de voievodul Moldovei Ștefan Tomșa al II-lea (1611-1615, 1621-1623). Acesta înalță la Solca o ctitorie domnească cu rol de mănăstire de călugări. Nu se cunoaște cu exactitate anul în care a fost începută construirea mănăstirii, deși unele lucrări acreditează anul 1612 ca an al începerii construcției. În schimb se știe cu certitudine că biserica era gata la 18 octombrie 1614 când ctitorul i-a făcut prima danie de sate, menționându-se în acel document că lăcașul de cult este dedicat în primul rând pomenirii sfinților apostoli Petru și Pavel.
Conform cronicilor, Tomșa Vodă nu reușește să finalizeze întregul complex mănăstiresc până la sfârșitul primei sale domnii. În cea de-a doua domnie a sa dintre 1621-1623, sunt construite zidurile împrejmuitoare cu cele patru turnuri de sprijin din fiecare colț, stăreția și chiliile pentru călugări. Conform letopisețului lui Miron Costin, Mănăstirea Solca este finalizată în anul 1622.
În acest lăcaș de cult, cărturarul Vartolomei Măzăreanul (n. circa 1710 - d. 1779) a fost stareț, a scris și a tradus mai multe cărți de cult și a alcătuit în 1773 un letopiseț al Țării Moldovei, o compilație după letopisețele lui Grigore Ureche, Miron Costin, Nicolae Costin și Ion Neculce.
În anul 1774, împreună cu restul Bucovinei, Solca trece sub stăpânirea monarhiei habsburgice și devine parte a imperiului austriac. Ca urmare, numeroase familii de germani, polonezi și evrei se stabilesc în mica așezare bucovineană, care devine loc pentru diferite schimburi comerciale.
La 29 aprilie 1785 Mănăstirea Solca, care funcționase până în acel moment ca lăcaș de călugări, este închisă de autoritățile austro-ungare. Ulterior, biserica mănăstirii devine biserică parohială. Vechiul iconostas (1613) a fost mutat la Biserica Arbore și apoi la Mănăstirea Dragomirna, iar cel actual, opera artistului bucovinean Epaminonda Bucevschi, datează din 1885.
În 1902, forma inițială a bisericii interioare este modificată într-o oarecare măsură, prin restaurările întreprinse de arhitectul austriac Karl Romstorfer. În prezent, pe lângă biserica interioară (înaltă de 36 de metri), complexul mănăstiresc mai include ruine de chilii, beciuri, clopotnița, zidul de incintă cu fortificații și turnuri.
Cabana „Trei Iazuri” din apropierea orașului Solca, județul Suceava, a fost un punct de atracție turistică în perioada comunistă și în deceniile următoare.  Situată între localitățile Solca și Clit, în zona cunoscută sub numele de „Trei Iazuri”, cabana era amplasată într-un cadru natural pitoresc, lângă o acumulare de apă de aproximativ 3,5 hectare.În anii '70, cabana era suficient de cunoscută pentru a apărea pe cărți poștale, ceea ce indică popularitatea sa ca destinație de agrement.
Fântâna lui Tomșa Vodă-În orașul Solca, se află o fântână cunoscută sub numele de „Fântâna lui Tomșa Vodă”, legată de domnitorul moldovean Ștefan Tomșa al II-lea, care a domnit între 1611–1615 și 1621–1623.Aceasta a fost construită în timpul domniei lui Ștefan Tomșa al II-lea, în contextul dezvoltării zonei Solca. 
Podul de fier din Solca, realizat de austrieci, este un element de patrimoniu industrial care reflectă influența administrației habsburgice în Bucovina în secolul al XIX-lea. Sub administrația austriacă, Solca a cunoscut o perioadă de dezvoltare industrială. Aceste dezvoltări au fost susținute de infrastructura rutieră și, posibil, de construcții precum podul de fier, care ar fi facilitat transportul materiilor prime și al produselor finite.  

### Fabrica de Bere Solca
Secolul al XIX-lea reprezintă perioada de maximă înflorire pentru Solca, prin apariția câtorva obiective care vor transforma radical din punct de vedere economic, cultural și turistic mica localitate bucovineană.
În acest sens, în anul 1810 este inaugurată Fabrica de Bere Solca, una dintre cele mai vechi fabrici de bere din țară. Producerea berii în Solca este însă mult mai veche, datând probabil de la începutul secolului al XVII-lea, când călugării de la mănăstire produceau deja bere. Depozitele fabricii utilizează beciurile mănăstirii, situată din imediata vecinătate. Acesta este unul din motivele pentru care administrarea fabricii a fost făcută de către Fondul Bisericesc greco-ortodox al Bucovinei, care a arendat-o diferitor comercianți de-a lungul timpului.
Timp de un secol, producția fabricii a crescut treptat, ajungând la 850 mii litri/an în 1913 și 1 milion litri/an în 1915. Din cauza Primului Război Mondial, care avea acțiuni pe teritoriul localității Solca, producția scade brusc la 10 mii litri/an în 1917. În 1922 se preciza că fabrica este rudimentară, cu tehnologie învechită și cu o producție slabă, de doar 300 mii litri/an. Resursele umane erau formate din 10 muncitori și 4 funcționari. În 1936, unitatea este găsită în statistici sub numele de “Fabrica de Bere Solca” și având aceeași producție anuală ca și în 1922.
În 4 noiembrie 1944 a fost încheiat ultimul contract de închiriere a Fabricii de Bere Solca de către Fondul Bisericesc, pe o durată de trei ani în care arendașul se angaja să crească producția de la 400 mii litri/an la 600 mii litri/an. Acest comerciant a ținut fabrica în funcțiune până la 20 august 1947, activitatea sa fiind întreruptă la sfârșitul anului 1948.
După venirea comuniștilor la conducerea țării, fabrica este naționalizată și primește numele Fabrica de Bere “Constantin Dobrogeanu Gherea”. La 1 decembrie 1952, trece în administrația Fabricii de Spirt Rădăuți, devenind astfel o secție de producție a acesteia. Au loc procese de modernizare a fabricii, în trei etape (1954, 1965 și 1966), cu rezultat în creșterea producției de bere de la 300 mii litri/an la 4 milioane litri/an. Cu toate acestea, cererea depășește cu mult producția, care era destinată în mare parte exportului.
În 1973 se construiește un nou sediu administrativ, iar în 1983 se înființează un mic muzeu al berii. În 1984 fabrica beneficiază de o instalație de îmbuteliere a sticlelor cu o capacitate între 8.000-9.000 de sticle pe oră. În anii de glorie, fabrica a fost un punct de atracție al turiștilor, mai ales pentru faptul că erau serviți cu bere proaspătă. În acest sens este deschisă o berărie, situată în parcul central. În mijlocul parcului este amenajat monumentul “Halba de bere”, care devine un simbol al orașului.
Apariția unei fabrici de bere la Solca a însemnat un progres considerabil pentru localitate, care devene renumită pentru calitatea berii ce se producea aici. Berea Solca a reprezentat pentru o perioadă foarte îndelungată cartea de vizită a așezării.

### Școala germană și liceul
În primele decenii ale secolului al XIX-lea, în perioada apariției fabricii de bere, la Solca este înființată o școală, una dintre cele mai vechi unități de învățământ din județul Suceava. Se remarcă o lipsă de interes a monarhiei austriece de a dezvolta învățământul și de a ridica gradul de cultură a populației de altă origine etnică. Totuși, monarhia austro-ungară a încercat ca prin intermediul acestei școli să își înfăptuiască politica sa de germanizare, caracterul școlii fiind germano-româno occidental, cu predare preponderent în limba germană.
La începutul secolului al XX-lea, școala are un caracter mixt germano-român. Primul Război Mondial are consecințe nefaste asupra școlii, care este distrusă, dar și asupra localității, urme ale tranșeelor săpate atunci putând fi observate și în prezent.
În 1921, în Solca existau practic două școli, una cu predare în limba germană și una cu predare în limba română. Cele două școli se contopesc într-o singură unitate, probabil în cursul anului școlar 1923-1924. În vremea comunismului instituția se numește Liceul Teoretic Solca și este singura unitate de învățământ liceal din zonă. În prezent, instituția poartă numele Liceul Tehnologic „Tomșa-Vodă” Solca.

### Biserica romano-catolică
După anexarea Bucovinei de către Imperiul Habsburgic (1774), autoritățile austriece au adus aici coloniști de origine germană, care proveneau din diverse regiuni ale imperiului și din landurile germane. În anul 1785 a fost înființat un “Oficiu de încercare și cercetare a sării din zona Solca” și, totodată, un depozit pentru sarea adusă din Transilvania, pentru trebuințele Bucovinei. Oficiul și-a stabilit sediul în chiliile fostei Mănăstiri Solca. Tot atunci, au sosit în localitate câțiva ingineri geologi germani care au efectuat prospecțiuni geologice în zona Cacica și Solca. Astfel, în perioada următoare, au început să sosească mineri germani și polonezi care s-au stabilit în aceste localități. După descoperirea a peste 50 de zăcăminte de sare în regiunea geografică cuprinsă între Solca și Rădăuți, s-a înființat la Solca un oficiu de exploatare a sării, sub conducerea lui Johann Hoffmann.

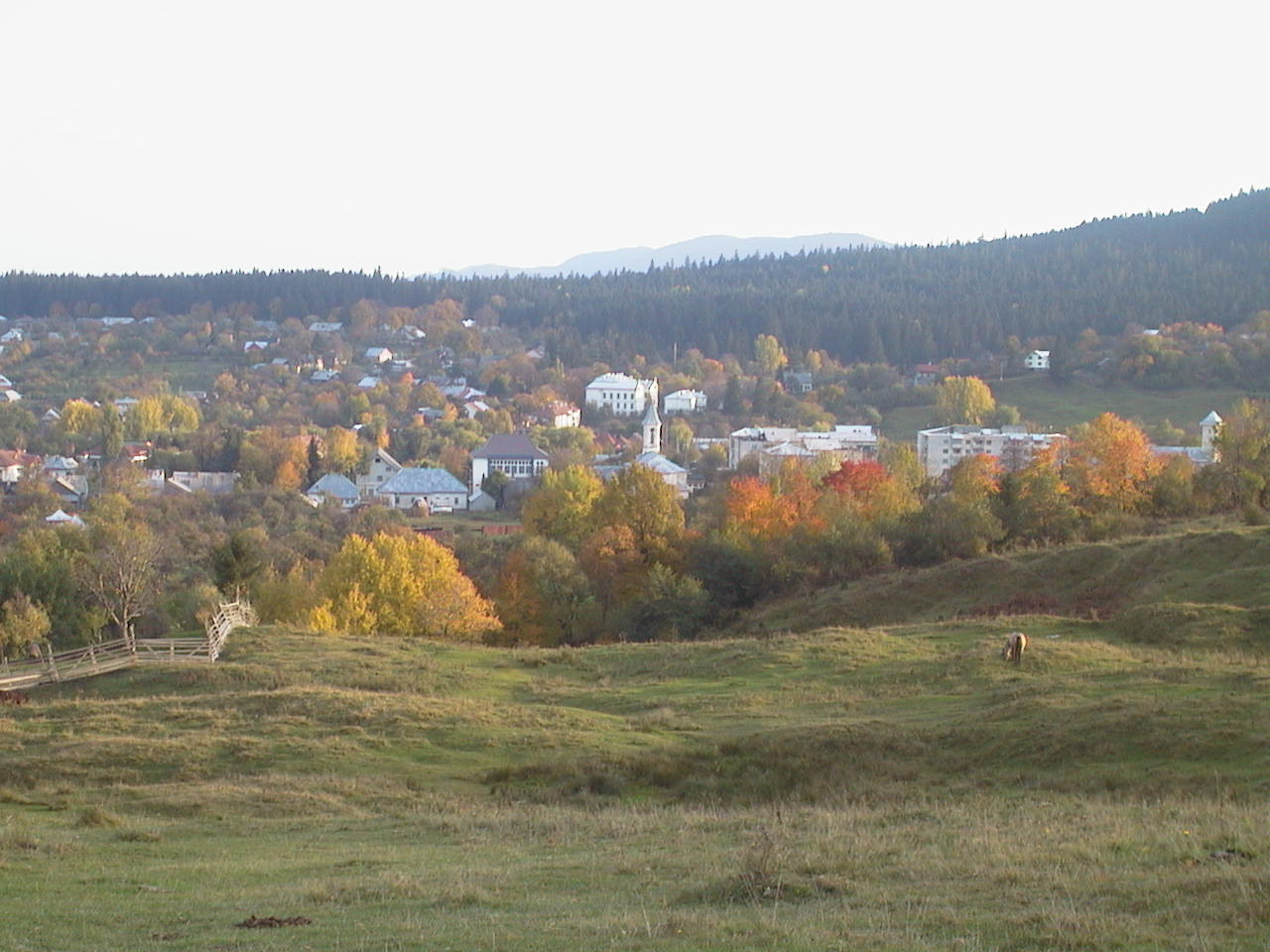
Vedere generală a orașului, de pe dealul nordic

Ca urmare a creșterii comunității germane, în jurul anului 1868 este construită și inaugurată Biserica romano-catolică din Solca, în centrul localității, la șosea. La un an după deschiderea bisericii, în 1869, localitatea capătă statutul de târg.
În 1910, jumătate din populația așezării era de naționalitate română, iar aproximativ o treime dintre locuitori erau nemți. Existau și mici comunități de evrei și polonezi. Numărul germanilor a continuat să crească până în anul 1918, când are loc unirea Bucovinei cu România. După acest moment, numărul lor s-a menținut constant. În 1930, populația din Solca (care era și reședință a Plasei Arbore din județul Suceava) era de 2.822 locuitori, dintre care 1.775 români (62,89%), 748 germani (26,50%), 191 evrei (6,76%), 86 polonezi (3,04%) și 22 de persoane cu alte naționalități.
Până în 1940, Biserica romano-catolică din Solca a avut rangul de parohie, având ca filială biserica din Arbore. Parohia Solca a fost desființată în anii '40, ca urmare a imigrării multor catolici-germani în Germania. În perioada regimului comunist, numărul credincioșilor romano-catolici din Solca s-a micșorat în mod continuu. Dacă în 1930, erau 856 de romano-catolici (30,33% din populația localității), în 2002 mai erau doar 69 de romano-catolici (1,54%). În prezent, Biserica romano-catolică din Solca are hramul Sfinții Arhangheli Mihail, Gabriel și Rafael (sărbătorit la 29 septembrie) și este filială a Parohiei “Coborârea Sfântului Duh” din Solonețu Nou.

### Stațiunea balneoclimaterică

Dr. Hermann Poras

Din inițiativa privată a medicilor Eduard Beilich (1845) și Hermann Poras (1876), la Solca se deschide un sanatoriu pentru boli de plămân și un parc balnear în imediata apropiere. Stațiunea și parcul din vecinătate dezvoltă o adevărată industrie turistică, celebre fiind, pe la sfârșitul secolului al XIX-lea “restaurațiunile de lângă pădure”, adică restaurantele din parc și din vecinătate, inclusiv cel al parohului ortodox Epifanie Bacinschi, cu nimic mai prejos decât restaurantele lui Kramer, Adamovici, Reck sau Isopescu. În zonă, se construiesc vile de vacanță, pe care le închiriau familii precum Koch, Chilimon, Vasiloschi, Rath, Lazarovici, Abraham, Malarciuc sau Rott. Solca devine o țintă turistică, de o popularitate care o egalează pe cea a marilor stațiuni din imperiul austriac, fiind frecventată, pe sezon, de peste o mie de oameni, afară de cei aflați în trecere sau în sejururi ocazionale, de sfârșit de săptămână.
Solca reprezenta un târgușor tipic pentru vremurile Bucovinei istorice, iar Sanatoriul și Institutul Hidropatic ofereau “climă subalpină cu schimbări minimale de temperatură; aer curat, balsamic și bogat de ozon; saloane de inhalare cu aburi de molizi și de slatină din Solca; tot felul de ape minerale; massagiu, electricitate, zăr de oi, băi medicinale; scalde de slatină din isvoarele naturale, băi de extract de molizi, malț, tărâțe, pucioasă și nămol”.
Stațiunea climaterică Solca ajunge a doua stațiune ca renume a Imperiului Austriac de odinioară, după Meran. Astfel, prin Solca trec împăratul Francisc I, în 1817, și tragicul prinț de coroană Rudolf, în 10 iulie 1887, cel care avea să moară la începutul lui 1889 la Mayerling, “drumul împărătesc” (Storojineț, prin ambele Vicove, Voitinel, Horodnic, Marginea, Solca, prin Cacica, Păltinoasa, până la Dorna și, de aici, prin Poiana Stampei și Pasul Tihuța, spre Transilvania) fiind construit, între 1783-1808, sub conducerea inginerului genist Hora von Ozelowitz, pentru a pune Solca, izvoarele sale sărate și ocnele într-un circuit economic european.
În sanatoriul de la Solca au poposit pentru tratament Ștefan Porumbescu, fiul lui Iraclie, fratele lui Ciprian, încă din anul deschiderii Institutului doctorului Poras; poetul Traian Demetrescu, în 1894 și 1895 (“Îmi răsare icoana senzitivului Traian Demetrescu, cu sufletul pe buze, în cele două veri petrecute acolo, hrănindu-și plămânii cu floare de brad, și tot murind”, scria Caton Teodorian, în 1910, după o călătorie prin Bucovina, făcută împreună cu Mihail Sadoveanu, Cincinat Pavelescu, A. Herz și Emil Gârleanu). Simeon Florea Marian avea mulți prieteni solcani, pe care, ca și Iraclie și Ciprian Porumbescu, îi vizita adesea; Nicolae Iorga a poposit la Solca în 1904, Ion Grămadă în 1910, iar Liviu Rebreanu, la începutul lunii iunie a anului 1935.
Cele două pavilioane ale stațiunii balneoclimaterice sunt dispuse în partea sudică a localității, la limita cu muntele și cu pădurea de conifere. Parcul stațiunii Solca (cunoscut și sub numele “Grădina de vară”) a fost făcut de doctorul Poras cu brazi și molizi aduși de la poalele Alpilor, din Elveția. Parcul are al doilea cel mai ozonat aer din Europa și reprezintă practic o prelungire a pădurii de pe munte până în oraș. Sunt amenajate un restaurant cu terasă, o popicărie și un camping.

### Casa-muzeu Solca

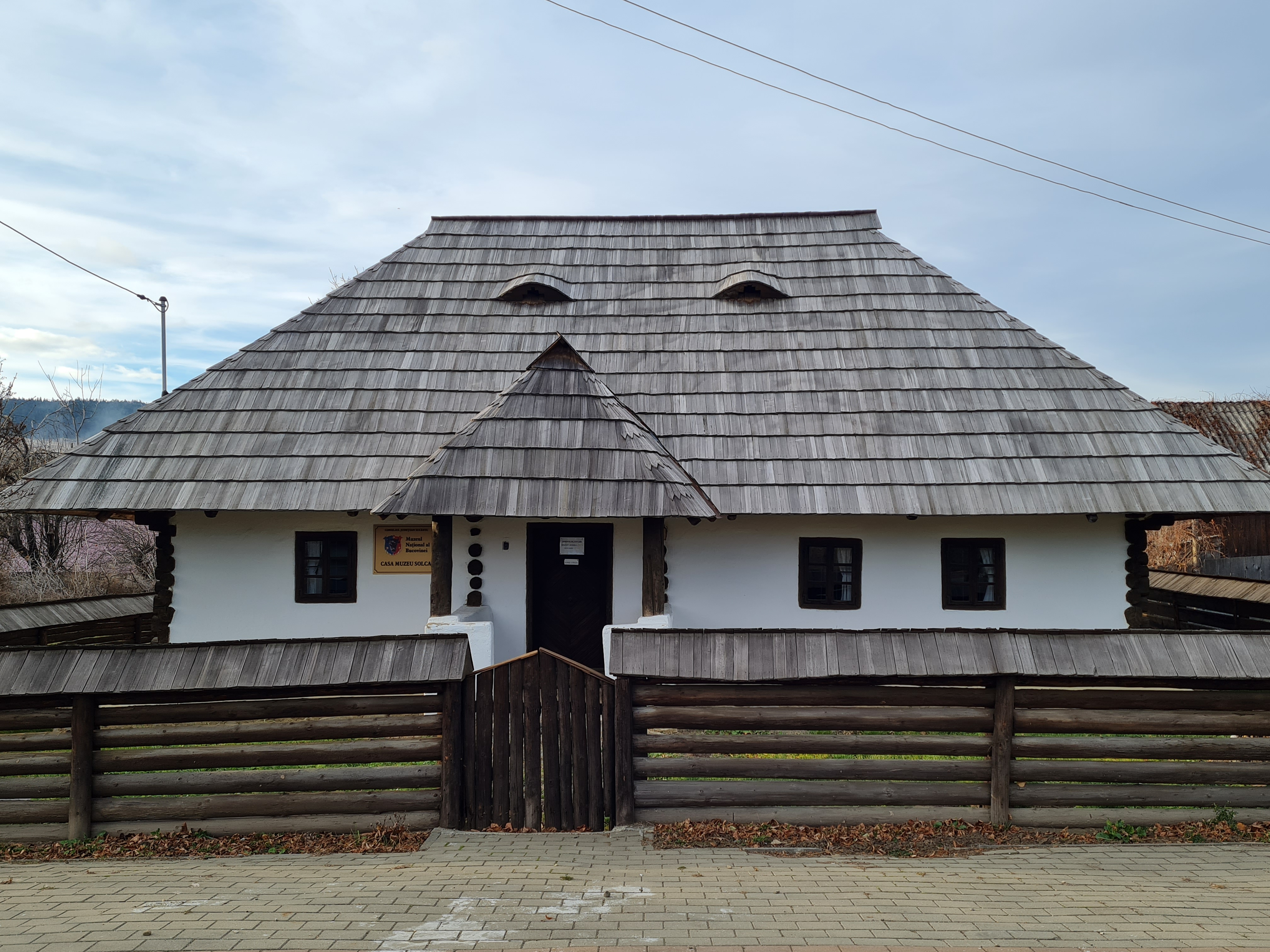
Casa-muzeu „Saveta Cotrubaș” din Solca

În timpul Primulul Război Mondial, Solca este scena confruntărilor dintre armatele austro-ungare și cele ruse, o parte dintre clădiri fiind distruse. După 1918, Solca (împreună cu restul Bucovinei) trece sub stăpânire românească. Cu toate acestea, populația de nemți rămâne relativ constantă. În deceniile următoare, Solca continuă să fie o stațiune căutată, în special de cei cu diferite boli ale plămânilor.
În 1926, localitatea este promovată de la rangul de târg la rangul de oraș (comună urbană).
În 1971 este deschisă publicului Casa-muzeu Solca, situată la ieșirea din oraș către Marginea. Casa este construită în stil tradițional românesc și datează din anul 1670. Este un monument de arhitectură populară reprezentativă pentru zona etnografică Rădăuți: are pridvor cu prispă, tindă și două camere; în interior sunt expuse obiecte originale specifice unei locuințe țărănești, dispuse în mod firesc și autentic. Casa-muzeu Solca, poartă astăzi numele Casa “Saveta Cotrubaș” și aparține de Complexul Muzeal Bucovina Suceava.

### Declinul postdecembrist
După Revoluția din decembrie 1989, managementul neadaptat noilor cerințe de piață a condus în cele din urmă la închiderea fabricii de bere în 1997. În 1999 a existat o încercare de reluare a producției de bere, însă fără succes. Deși reprezintă un monument istoric și un obiectiv de patrimoniu cultural, cu utilaje și instalații vechi de aproape 200 de ani, fabrica este distrusă și vândută la fier vechi, începând cu anul 2004.
Tot în 2004, prin Ordinul Ministerului Sănătății 150/16.02.2004, stațiunea cu cele două pavilioane ale sale este transformată în Spitalul de Boli Cronice Solca, singurul spital de acest fel din județul Suceava. Spitalul păstrează o secție de pneumologie cronici (40 de paturi), alături de secția medicină internă cronici (40 de paturi).
În aprilie 2011, spitalul este desființat (alături de alte peste 65 de unități medicale din toată țara). În prezent, fostele pavilioanele ale sanatoriului, aflate în stare de degradare, găzduiesc un azil pentru bătrâni și o stație de ambulanță.
În contextul desființării stațiunii balneoclimaterice, grădina de vară din vecinătate nu mai reprezintă un punct de atracție turistică. Complexul comercial și restaurantul din centrul orașului sunt, la rândul lor, închise. Liceul Teoretic Solca își pierde treptat din importanță și din prestigiu, fiind transformat în grup școlar – Grupul Școlar “Tomșa Vodă”.
La recensământul din 2002, Solca avea o populație de 4.456 de locuitori. Comunitatea de germani din oraș mai număra doar 33 de persoane. Ca urmare a unui referendum local organizat în august 2004, satul Poieni-Solca, parte integrantă a orașului până atunci, se desprinde de acesta și, începând din martie 2007, devine reședința noii comune Poieni-Solca. Astfel, populația orașului Solca scade la aproximativ 2.500 de locuitori și, sub aspect demografic, orașul ajunge să fie depășit de multe comune din județ.
Ca în cazul multor orașe mici din România, perioada postdecembristă a aruncat Solca într-o criză de supraviețuire. În prezent, orașul se află într-un con de umbră și nu mai oferă aproape nimic din ce oferea odinioară stațiunea balneoclimaterică Solca. O parte din populația tânără a părăsit localitatea, iar principala îndeletnicire a locuitorilor a redevenit agricultura.

## Demografie
Componența etnică a orașului Solca
     Români (92,93%)
     Romi (1,41%)
     Alte etnii (0,33%)
     Necunoscută (5,32%)
Componența confesională a orașului Solca
     Ortodocși (82,16%)
     Penticostali (7,03%)
     Adventiști (1,91%)
     Romano-catolici (1,5%)
     Alte religii (1,79%)
     Necunoscută (5,61%)
Conform recensământului efectuat în 2021, populația orașului Solca se ridică la 2.405 locuitori, în creștere față de recensământul anterior din 2011, când fuseseră înregistrați 2.188 de locuitori. Majoritatea locuitorilor sunt români (92,93%), cu o minoritate de romi (1,41%), iar pentru 5,32% nu se cunoaște apartenența etnică. Din punct de vedere confesional, majoritatea locuitorilor sunt ortodocși (82,16%), cu minorități de penticostali (7,03%), adventiști (1,91%) și romano-catolici (1,5%), iar pentru 5,61% nu se cunoaște apartenența confesională.
|  | Graficele sunt indisponibile din cauza unor probleme tehnice. Mai multe informații se găsesc la Phabricator și la wiki-ul MediaWiki. |

Date: Recensăminte sau birourile de statistică - grafică realizată de Wikipedia

### Recensământul din 1930
Componența etnică a orașului Solca
     Români (62,9%)
     Germani (26,54%)
     Polonezi (3,05%)
     Evrei (6,8%)
     Altă etnie (0,71%)
Componența confesională a orașului Solca
     Ortodocși (60,75%)
     Romano-catolici (30,5%)
     Mozaici (6,8%)
     Evanghelici\Luterani (0,8%)
     Altă religie (1,15%)
Conform recensământului efectuat în 1930, populația orașului Solca se ridica la 2822 locuitori. Majoritatea locuitorilor erau români (62,9%), cu o minoritate de germani (26,54%), una de polonezi (3,05%) și una de evrei (6,80%). Alte persoane s-au declarat: maghiari (1 persoană), ruși (12 persoane), ruteni (3 persoane), sârbi\croați\sloveni (1 persoană), cehi\slovaci (3 persoane), armeni (1 persoană). Din punct de vedere confesional, majoritatea locuitorilor erau ortodocși (60,75%), dar existau și romano-catolici (30,5%), mozaici (6,80%) și evanghelici\luterani (0,80%) . Alte persoane au declarat: greco-catolici (8 persoane), armeno-gregorieni (2 persoane), baptiști (18 persoane), altă religie (10 persoane), fără religie (3 persoane).

## Politică și administrație
Orașul Solca este administrat de un primar și un consiliu local compus din 11 consilieri. Primarul, Cornel Țehaniuc[*], de la Partidul Social Democrat, este în funcție din 2016. Începând cu alegerile locale din 2024, consiliul local are următoarea componență pe partide politice:
|  | Partid                    | Consilieri | Componența Consiliului | Componența Consiliului | Componența Consiliului | Componența Consiliului | Componența Consiliului | Componența Consiliului | Componența Consiliului |
|  | ------------------------- | ---------- | ---------------------- | ---------------------- | ---------------------- | ---------------------- | ---------------------- | ---------------------- | ---------------------- |
|  | Partidul Social Democrat  | 7          |                        |                        |                        |                        |                        |                        |                        |
|  | Partidul Național Liberal | 2          |                        |                        |                        |                        |                        |                        |                        |
|  | Uniunea Salvați România   | 1          |                        |                        |                        |                        |                        |                        |                        |
|  | Partidul Puterii Umaniste | 1          |                        |                        |                        |                        |                        |                        |                        |

## Personalități
- Aspazia Suciu (1907–2000) - artist plastic
- Ilie E. Torouțiu (1888–1953) - istoric literar, membru corespondent al Academiei Române
- Victor Vasilescu (1851–1938) - muzician
- Fridolin Zothe (1864–1916) - pictor, desenator

## Obiective turistice
- Biserica Sfinții Apostoli Petru și Pavel din Solca (Mănăstirea Solca) – monument istoric ctitorit de domnitorul Ștefan Tomșa al II-lea în perioada 1612-1622
- Biserica romano-catolică din Solca – construită în jurul anului 1868 de comunitatea de catolici germani din oraș
- Fabrica de Bere din Solca – inaugurată în anul 1810. În prezent fabrica nu mai funcționează, iar clădirile și instalațiile, considerate monumente de patrimoniu, sunt parțial distruse.
- Casa-muzeu din Solca – construită în secolul al XVII-lea și deschisă publicului în 1971
- Clădirile fostului Sanatoriu “Dr. Poras” – clădiri monument istoric, construite în secolul al XIX-lea
- Parcul balnear al stațiunii balneoclimaterice (Grădina de Vară)
- Parcul central al orașului și berăria din imediata apropiere
- Pietrele Muierilor – forme naturale situate în munții Obcina Mare, în apropiere de oraș

## Imagini

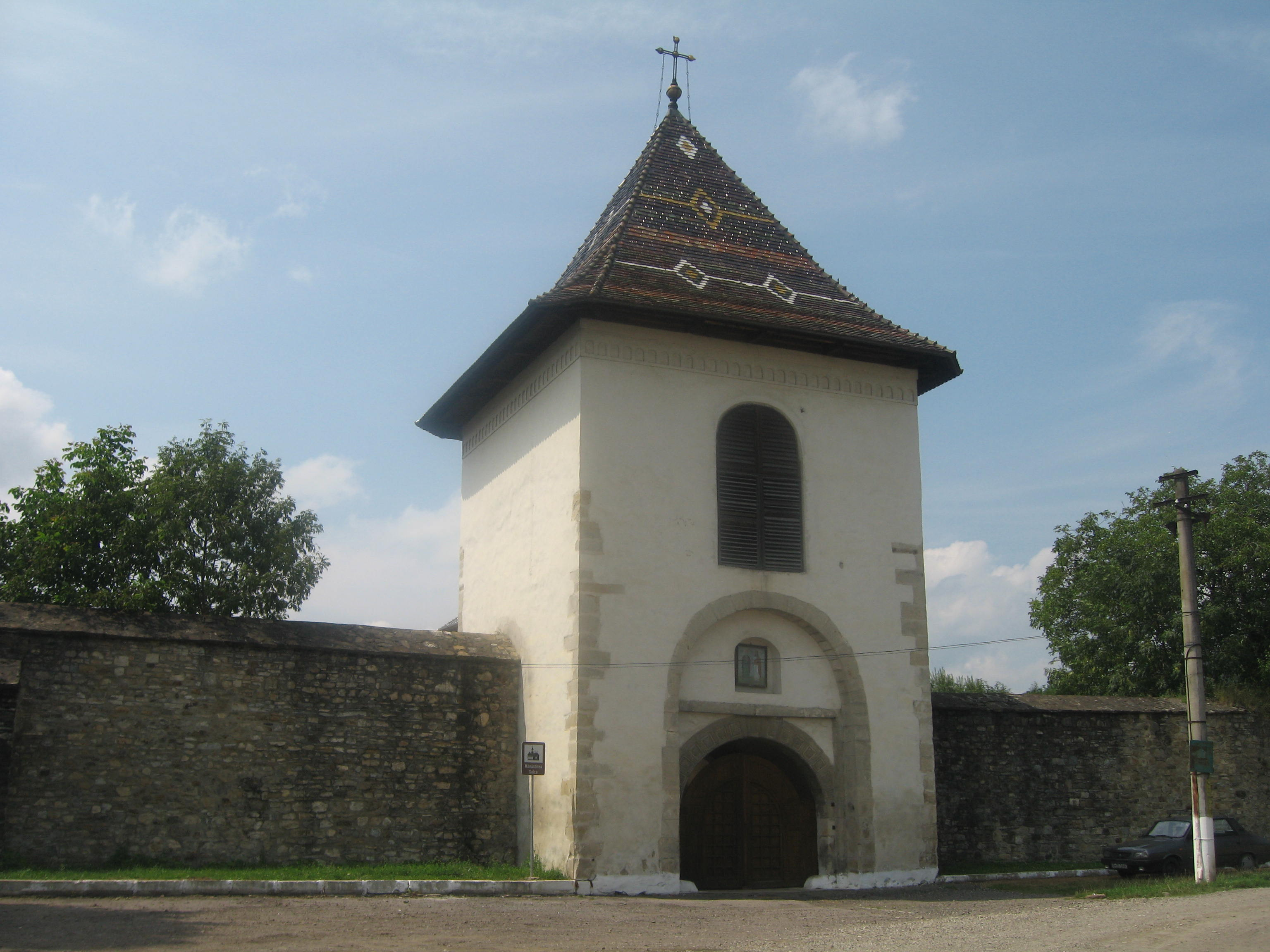
Mănăstirea Solca - turnul clopotniță și zidul de incintă
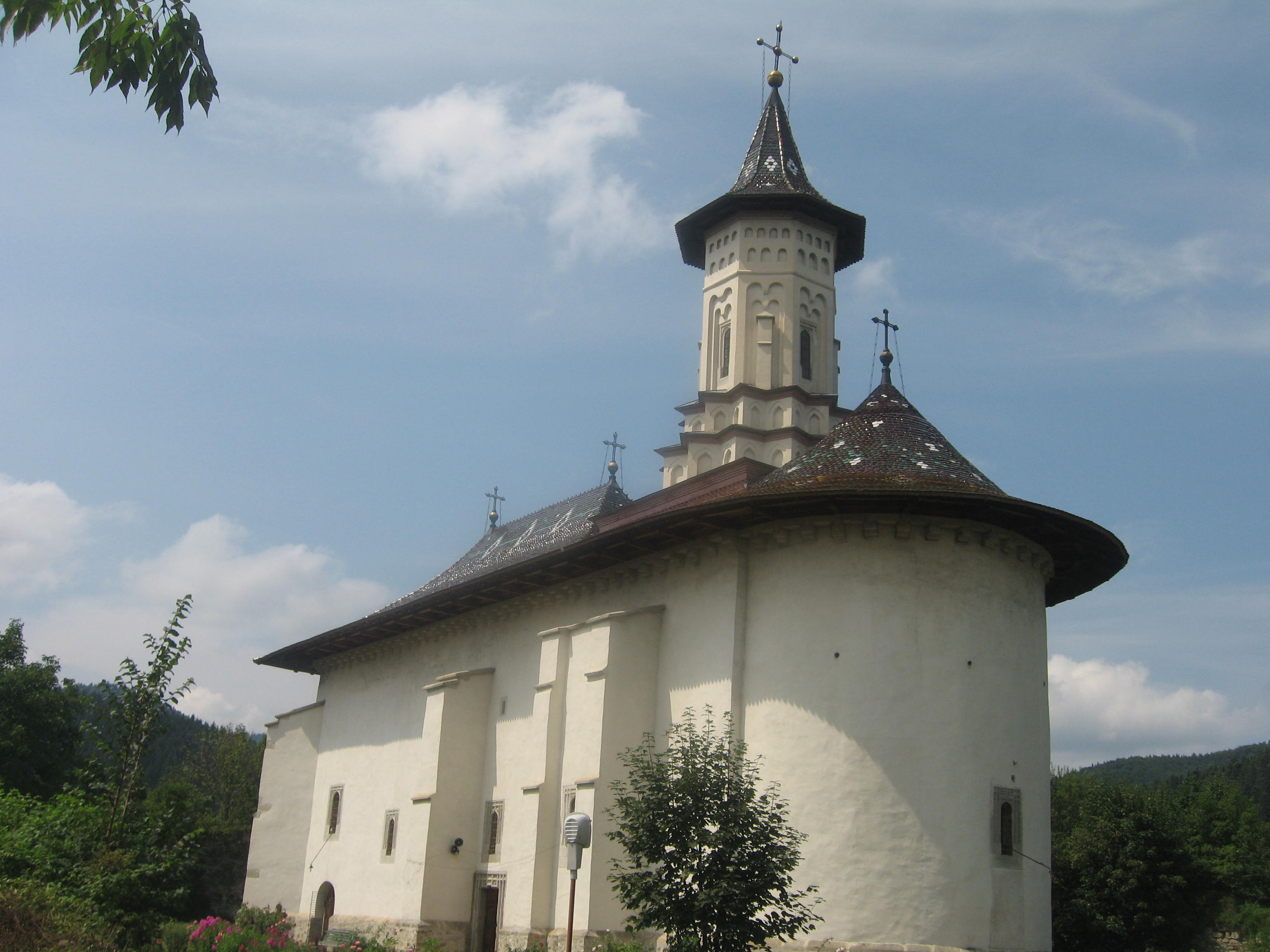
Mănăstirea Solca - Biserica Sfinții Apostoli Petru și Pavel
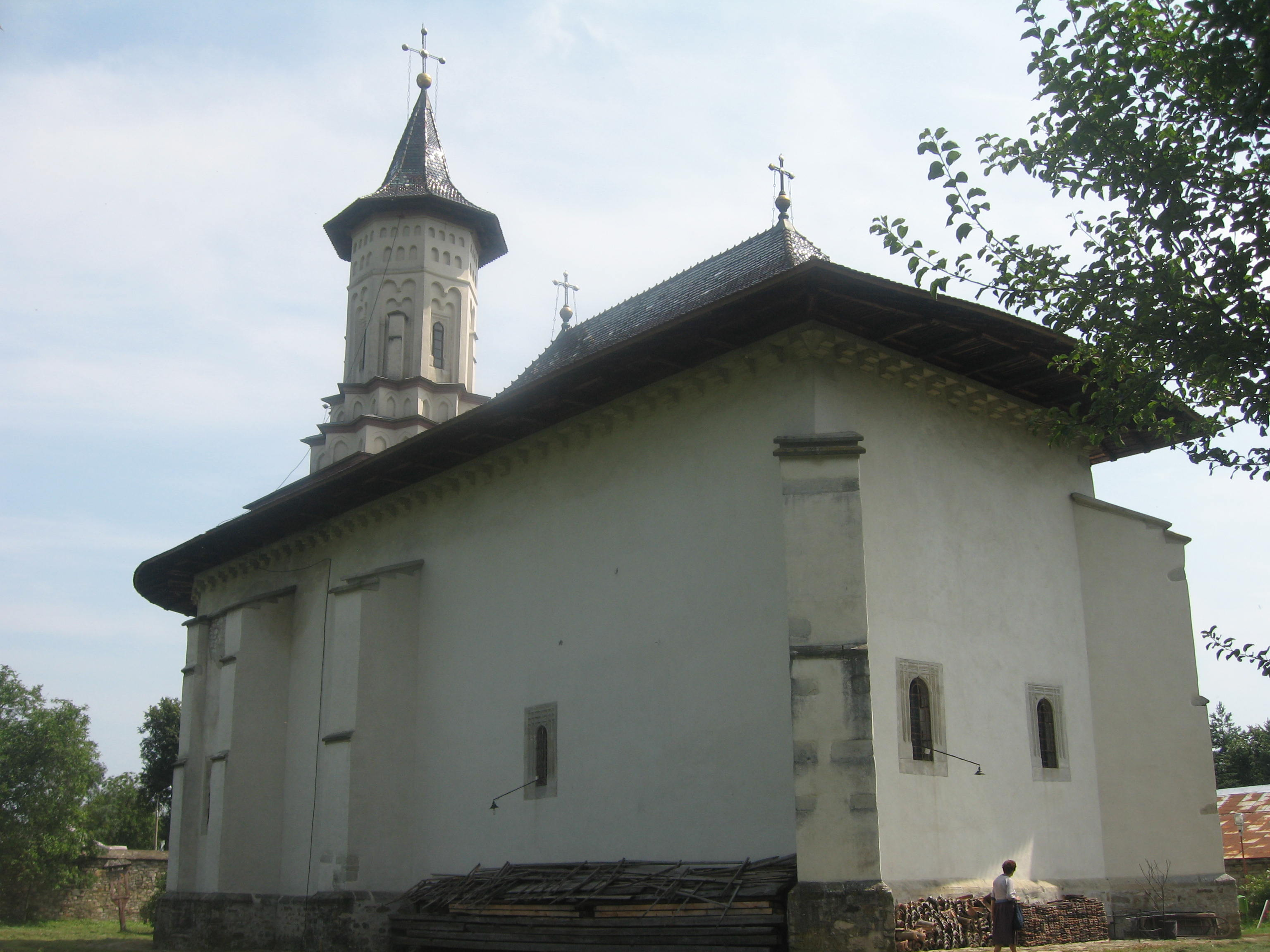
Mănăstirea Solca - Biserica Sfinții Apostoli Petru și Pavel
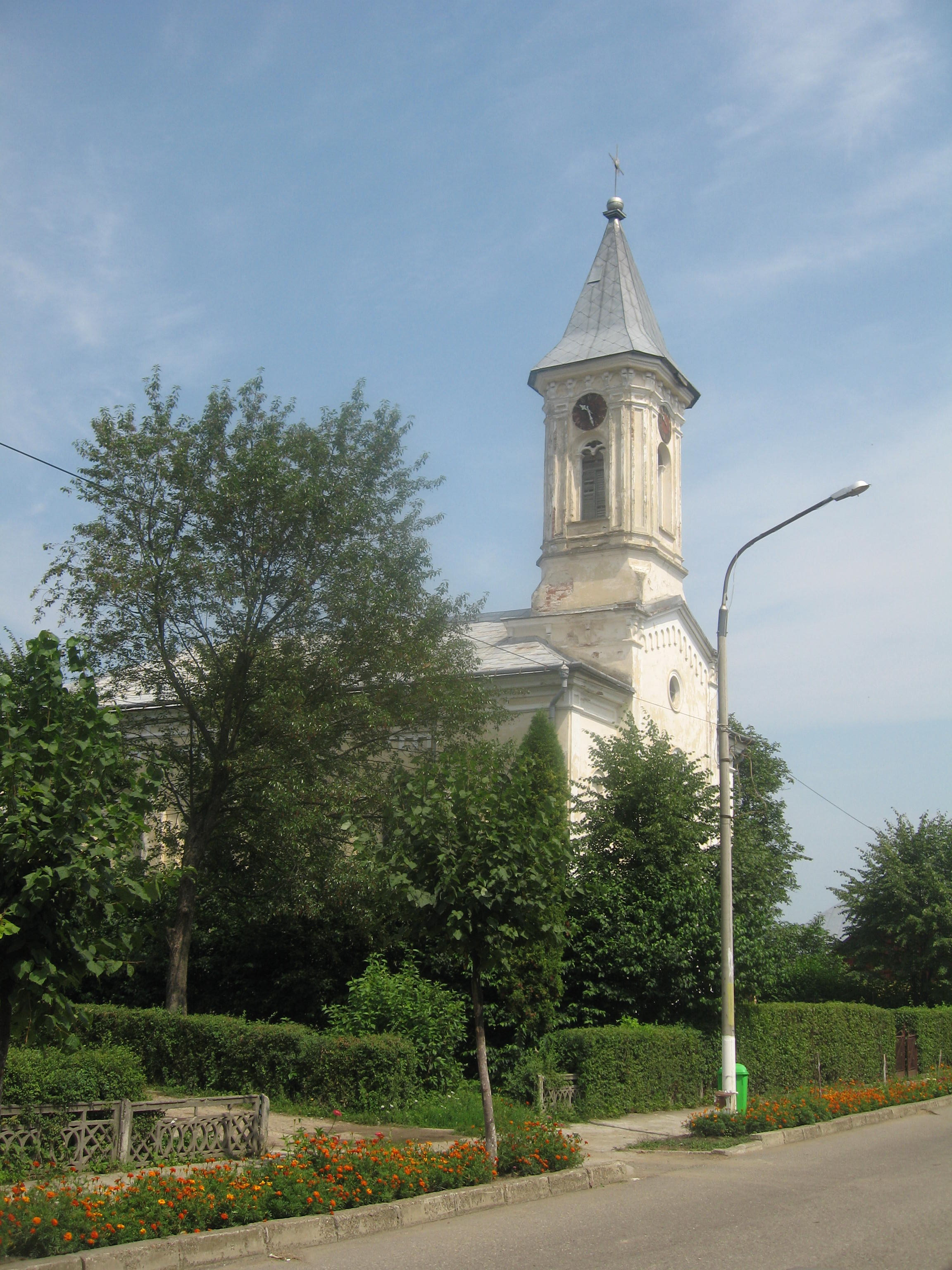
Biserica romano-catolică din Solca
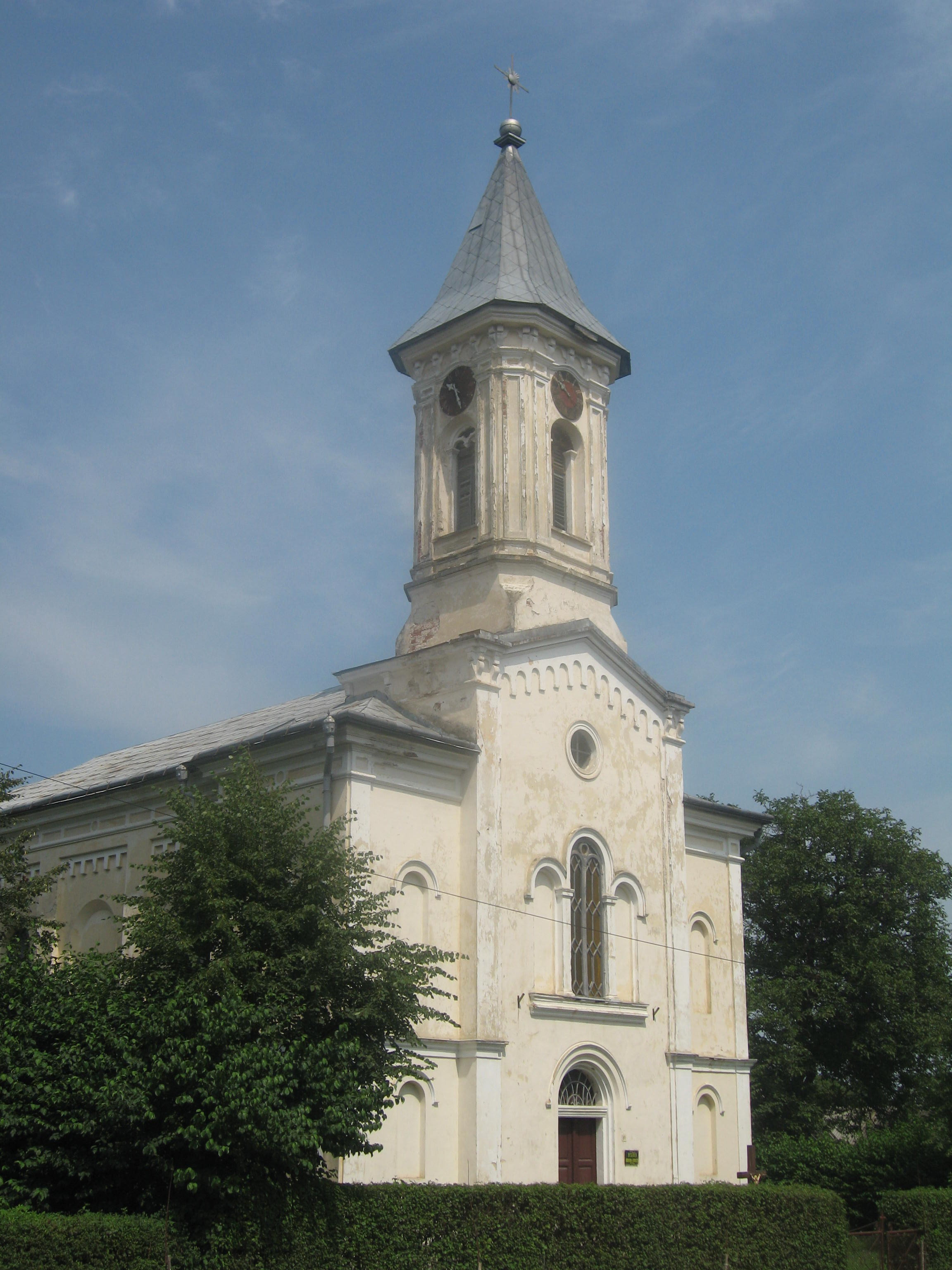
Biserica romano-catolică din Solca
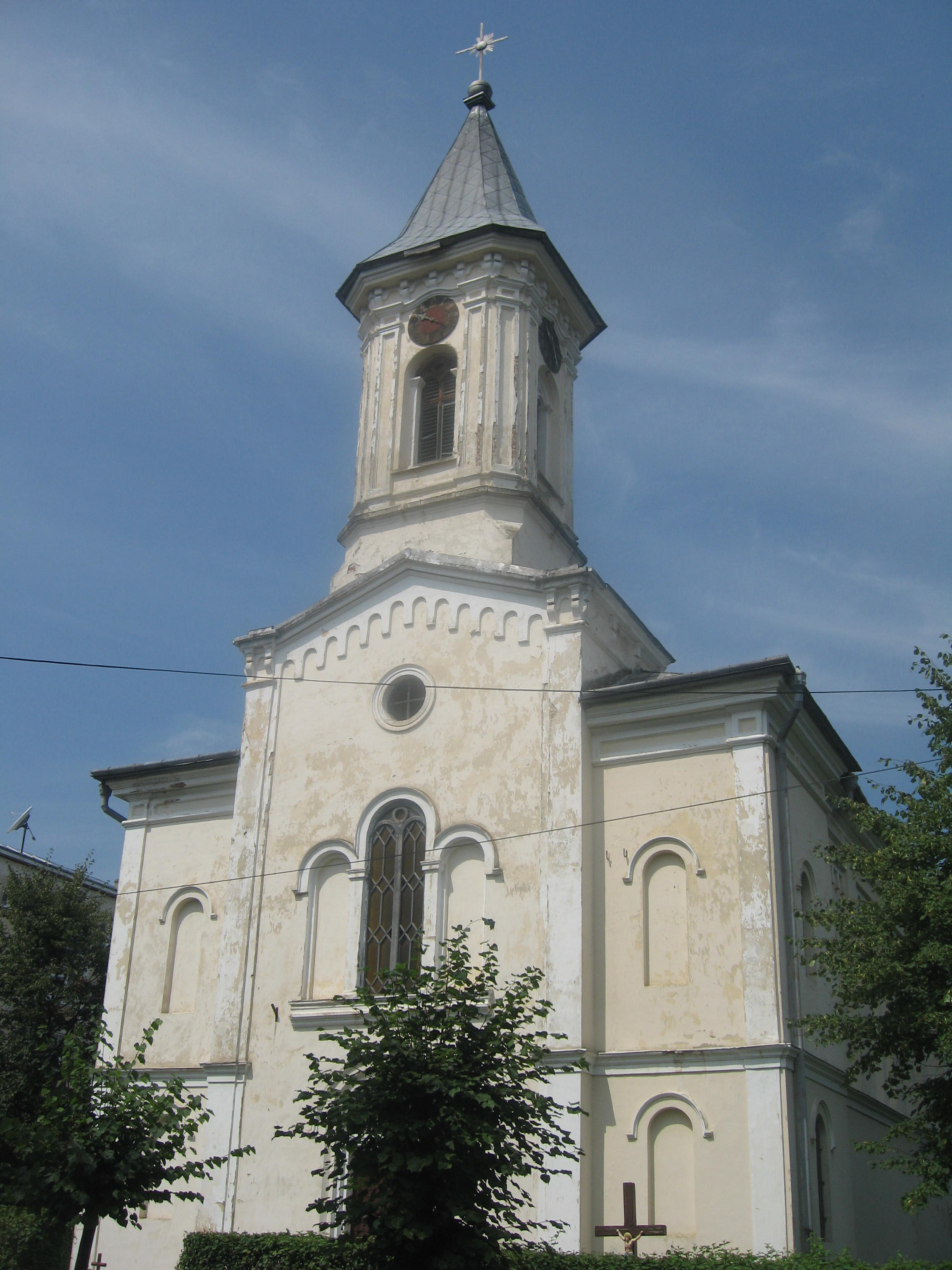
Biserica romano-catolică din Solca

## Legături externe
- Site-ul oficial al Primăriei Orașului Solca Arhivat în 20 octombrie 2011, la Wayback Machine.
- Scurt istoric al Sanatoriului și Institutului de Hidroterapie „Dr. Poras” din Solca
- Dr. Hermann Poras – Întemeietorul stațiunii Solca
- Scurtă prezentare a familiei Poras
- Pagină dedicată Mănăstirii Solca
- Istoric al Grupului Școlar „Tomșa Vodă” Solca
- Site-ul Căminului de Bătrâni Solca[nefuncțională]
- Județul Suceava în imagini și cuvinte – Prezentare Solca
- Fotografii vechi din Solca